# 59045 Gerardlemaitre
59045 Gerardlemaitre este o planetă minoră (asteroid) din centura de asteroizi. A fost descoperită pe 13 octombrie 1998 la Caussols de OCA-DLR Asteroid Survey⁠(d). 
Obiectul prezintă o orbită caracterizată de o semiaxă mare de 2,6028419258173 UAi, o excentricitate de 0,13656713917545, o înclinație de 2,6117071256055 ° în raport cu ecliptica.